# Anderson Carvalho
Anderson Carvalho (sinh ngày 20 tháng 5 năm 1990) là một cầu thủ bóng đá người Brasil.

## Sự nghiệp câu lạc bộ
Anderson Carvalho đã từng chơi cho Vissel Kobe.